# 악보

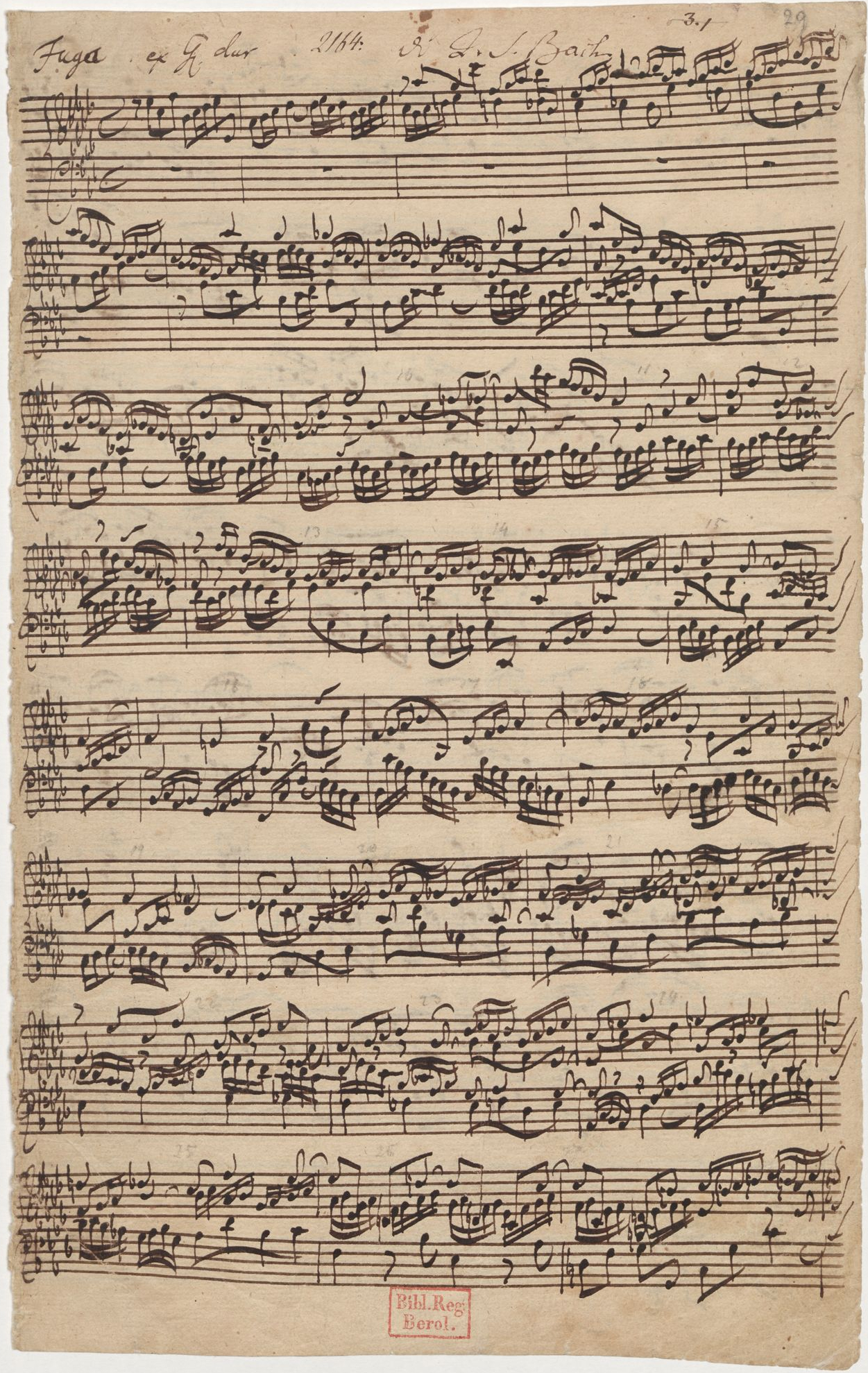

악보(樂譜)는 음악의 곡조를 일정한 기호를 써서 기록한 것이다. 과거의 악보는 대개 오선지를 이용했으나, 현재는 컴퓨터를 이용한 디지털 오선보를 이용한다.

## 오선지

### 5선
악보에서, 음의 높고 낮음은 5선에 음을 적어서 나타낸다. 이 5선은 말 그대로 다섯개의 줄이며, 줄과 줄 사이는 칸이라고 한다. 5선은 아래에서부터 '첫째줄', '둘째줄', '셋째줄', '넷째줄', '다섯째줄'이라 읽으며, 줄 사이 4개의 칸은 마찬가지로 아래에서부터 '첫째칸', '둘째칸', '셋째칸', '넷째칸'이라 읽는다.
5선만으로는 최대 17도(기본 9도 + 옥타브 8도)밖에 표현할 수 없으므로, 덧줄을 사용하여 5선 안에 안에 나타낼 수 없는 높은 음이나 낮은 음을 나타낸다. 덧줄은 5선 위에 '위 첫째칸', '위 첫째줄', '위 둘째칸', '위 둘째줄' …순으로, 5선 아래에 '아래 첫째칸', '아래 첫째줄', '아래 둘째칸', '아래 둘째줄'…순으로 위치하게 된다.

### 보표(staff)
5선 만으로는 음의 높이를 알 수 없다. 따라서, 음의 자리를 정해주는 음자리표를 5선의 맨 앞에 그려 넣는데, 이렇게 음자리표까지 그려져 음의 자리가 정해져야 비로소 보표가 된다.
보표는 규모에 따라 '작은 보표', '큰 보표', '모음 보표'로 나뉜다.

#### 작은 보표
독창곡 또는 독주 악기를 위한 곡을 적을 때 사용하는 한 줄로 된 보표이다.
- 높은음자리 보표(Treble staff)
- 낮은음자리 보표(Bass staff)

#### 큰 보표(Grand staff)
합창곡 또는 피아노나 오르간, 하프 등의 음역이 넓고, 화음 반주를 할 수 있는 악기를 위한 곡을 적을 때에는 한 줄로 된 보표에 모든 음을 다 적기 어려우므로 높은음자리 보표와 낮은음자리 보표를 한 데 묶은 큰 보표를 사용한다(필요에 따라 다른 보표도 사용한다). 악기를 위한 큰 보표는 '{'로, 합창을 위한 큰 보표는 '['로 묶는다.

#### 모음 보표(Score)
여러 종류의 악기를 연주하는 실내악곡이나 관현악곡, 또는 합창곡(각 성부가 독립적으로 움직여 큰보표에 적기 어려운 경우)인 경우 작은 보표를 여럿 모아서 적은 보표, 즉 모음 보표를 사용한다.
모음보표는 지휘자용으로 사용되며, 연주자들은 대개 작은 보표를 본다.
모음보표는 목관악기, 금관악기, 타악기, 건반악기, 현악기의 순서로 적으며, 큰 보표를 사용하는 건반악기 부분에는 하프, 첼레스타 등의 같은 보표({)를 사용하는 악기들도 적는다. 같은 부류의 악기를 모아 적을 때는 음역이 높은 악기부터 차례로 적는다.

## 같이 보기
- 기보법
- 노랫말
- 악보 작성 프로그램